# Serie A1 2010/11
Die Saison 2010/11 der italienischen Eishockeymeisterschaft der Serie A1 begann im Herbst 2010 und war die 77. reguläre Austragung der italienischen Staatsmeisterschaft. Sie wurde mit insgesamt neun Mannschaften ausgespielt.
Titelverteidiger Asiago Hockey setzte sich in den Playoff-Finals in sechs Begegnungen gegen den HC Pustertal durch, wobei die fünfte Begegnung mit 5:0 am grünen Tisch zugunsten von Asiago entschieden wurde, nachdem der HCP das fünfte Spiel mit 7:2 gewonnen hatte, jedoch keinen Torwart mit italienischen Pass in den Kader nominiert und somit einen Regelverstoß begangen hatte.

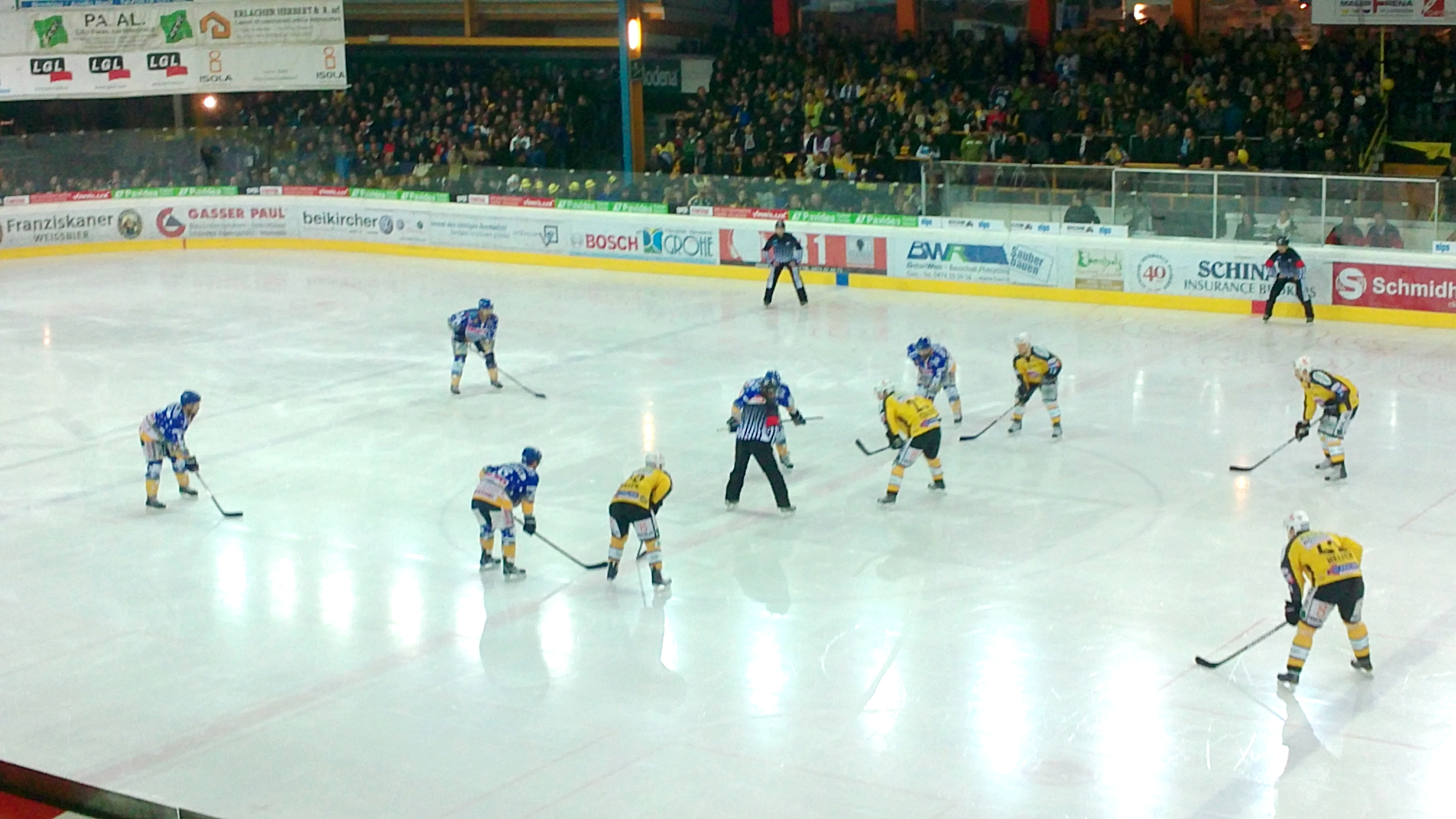
Erster Puckeinwurf Finalspiel 2010/11 Pustertal-Asiago

## Teilnehmende Mannschaften
(gereiht nach Vorjahrsplatzierung)
| Mannschaft    | Vorjahresplatzierung | Trainer |
| Asiago Hockey | Meister              | John Harrington (bis Anfang Januar 2011), John Tucker                                                          |
| Ritten Sport  | Vizemeister          | Erwin Kostner (bis Anfang Januar 2011), Bruno Aegerter                                                         |
| HC Pustertal  | Halbfinal-Out        | Stefan Mair |
| HC Bozen      | Halbfinal-Out        | Adolf Insam |
| SG Pontebba   | Viertelfinal-Out     | Tom Pokel |
| HC Fassa      | Viertelfinal-Out     | Steve Stirling (bis Ende August 2010), Miroslav Frycer, Mike Posma (bis Anfang Dezember 2010), Miroslav Frycer |
| HC Alleghe    | Viertelfinal-Out     | Steve McKenna                                                                                                  |
| HC Valpellice | Viertelfinal-Out     | Barry Martinelli (bis Ende Januar 2011), Giulio Francella                                                      |
| SG Cortina    | 9.                   | Doug McKay |

## Stadien
| Verein        | Stadionname                            | Stadionkapazität |
| ------------- | -------------------------------------- | ---------------- |
| HC Bozen      | Eiswelle                               | 7000             |
| SHC Fassa     | Stadio Gianmario Scola                 | 3500             |
| Asiago Hockey | Stadio Odegar                          | 3500             |
| SG Cortina    | Olympisches Eisstadion Cortina         | 2700             |
| HC Alleghe    | Stadio Alvise De Toni                  | 2500             |
| HC Valpellice | Palaghiaccio Olimpico di Torre Pellice | 2500             |
| SG Pontebba   | Palaghiaccio Claudio Vuerich           | 2200             |
| HC Pustertal  | Leitner Solar Arena                    | 2050             |
| Ritten Sport  | Ritten Arena                           | 1200             |

## Modus
Vor der Saison hat sich der Südtiroler Verein WSV Sterzing Broncos zum Schritt in die Serie A1 entschieden. Der italienischen Eishockeyverband (FISG) hat jedoch die Anfrage des Vereins Anfang Juli abgelehnt.
Die A1 begann am 23. September. Der Meister steht spätestens am 5. April fest. Spieltage bleiben Donnerstag und Samstag. Hinzu kommen einige „englische Wochen“, wobei dienstags gespielt wird. Geplant sind auch zwei Pausen für die Nationalmannschaft im Dezember und im Februar. Gespielt werden fünf Runden. Die besten acht Mannschaften qualifizieren sich für die Playoffs, die aus Viertelfinale, Halbfinale und Finale bestehen. Was die Ausländer betrifft, so darf jeder Verein acht Punkte vergeben (ein Ausländer zählt einen Zähler, ein Italo einen halben Punkt). Maximal dürfen zehn Transferkartenspieler pro Partie eingesetzt werden (sechs Ausländer und vier Italos oder sechs Italos und vier Ausländer). Neu eingeführt wird der Videobeweis mit vier fixen Kameras in jedem A1-Stadion. Auch die Zusammenarbeit mit den Schiedsrichtern soll in der kommenden Saison verbessert werden. Geplant ist ein Bewertungssystem der Unparteiischen. Der wieder bestätigte Schiedsricherobmann Renzo Stenico hat die Bereitschaft erklärt, gemeinsam mit der Lega und den Vereinen an einem Strang zu ziehen.

## Grunddurchgang

### Tabelle nach dem Grunddurchgang
| Platz | Team          | Punkte | Spiele | S  | SNV/SNP | N  | NNV/NNP | Tore    | TD  |
| ----- | ------------- | ------ | ------ | -- | ------- | -- | ------- | ------- | --- |
| 1     | HC Pustertal  | 84     | 40     | 26 | 2       | 10 | 2       | 158:126 | +32 |
| 2     | Asiago Hockey | 77     | 40     | 23 | 4       | 13 | 0       | 143:116 | +27 |
| 3     | HC Bozen      | 76     | 40     | 22 | 3       | 11 | 4       | 139:94  | +45 |
| 4     | Ritten Sport  | 74     | 40     | 19 | 7       | 11 | 3       | 130:111 | +19 |
| 5     | HC Valpellice | 59     | 40     | 18 | 0       | 17 | 5       | 140:138 | +2  |
| 6     | SG Pontebba   | 49     | 40     | 13 | 2       | 19 | 6       | 118:142 | −24 |
| 7     | SHC Fassa     | 42     | 40     | 6  | 11      | 21 | 2       | 106:136 | −30 |
| 8     | HC Alleghe    | 42     | 40     | 12 | 0       | 22 | 6       | 109:143 | −34 |
| 9     | SG Cortina    | 37     | 40     | 10 | 2       | 25 | 3       | 100:137 | −37 |

### Beste Scorer
Abkürzungen: GP = Spiele, G = Tore, A = Assists, Pts = Punkte; Fett: Saisonbestwert
| Spieler         | Team       | GP | G  | A  | Pts |
| --------------- | ---------- | -- | -- | -- | --- |
| Rob Sirianni    | Pustertal  | 40 | 26 | 48 | 74  |
| Luciano Aquino  | Valpellice | 37 | 26 | 45 | 71  |
| Taggart Desmet  | Pustertal  | 40 | 16 | 42 | 58  |
| Mac Faulkner    | Alleghe    | 40 | 31 | 25 | 56  |
| Layne Ulmer     | Asiago     | 40 | 23 | 31 | 54  |
| Adam Henrich    | Asiago     | 35 | 23 | 31 | 54  |
| Ryan McDonough  | Valpellice | 40 | 26 | 26 | 52  |
| Michael Henrich | Asiago     | 40 | 22 | 27 | 49  |
| Anthony Aquino  | Valpellice | 40 | 17 | 32 | 49  |
| Jesse Schultz   | Cortina    | 33 | 16 | 33 | 49  |
| Vince Rocco     | Alleghe    | 39 | 9  | 40 | 49  |

### Beste Torhüter
| Spieler           | Team       | GP | MIP     | W  | L  | SO | GA  | GAA  | SVS  | SVS% |
| ----------------- | ---------- | -- | ------- | -- | -- | -- | --- | ---- | ---- | ---- |
| Matt Zaba         | Bozen      | 38 | 2240:32 | 25 | 12 | 4  | 78  | 2.09 | 1051 | 93.1 |
| Daniel Bellissimo | Asiago     | 31 | 1803:29 | 22 | 7  | 1  | 78  | 2.59 | 1014 | 92.9 |
| Frédéric Cloutier | Ritten     | 39 | 2374:39 | 26 | 13 | 2  | 104 | 2.63 | 1359 | 92.9 |
| Adam Dennis       | Alleghe    | 29 | 1748:16 | 11 | 18 | 0  | 82  | 2.81 | 994  | 92.4 |
| Frank Doyle       | Fassa      | 34 | 2047:41 | 15 | 19 | 3  | 102 | 2.99 | 1035 | 91.0 |
| Tommi Nikkilä     | Pustertal  | 28 | 1596:53 | 20 | 6  | 0  | 83  | 3.12 | 740  | 89.9 |
| Andrej Hočevar    | Pontebba   | 32 | 1848:11 | 13 | 16 | 1  | 99  | 3.21 | 905  | 90.1 |
| Adam Munro        | Cortina    | 31 | 1830:27 | 12 | 19 | 0  | 101 | 3.31 | 1035 | 91.1 |
| Kevin Regan       | Valpellice | 39 | 2222:11 | 18 | 21 | 0  | 125 | 3.38 | 1327 | 91.4 |

## Play-offs
In den Play-offs treffen die besten acht Mannschaften des Grunddurchgangs aufeinander. Viertelfinale, Halbfinale und Finale werden im „best-of-seven“ Modus ausgetragen, wobei die Mannschaft, die den Grunddurchgang mit dem höheren Rang abgeschlossen hat, auf das Heimrecht zählen kann.

### Turnierbaum
| Viertelfinale | Viertelfinale | Viertelfinale |   |               | Halbfinale | Halbfinale | Halbfinale |  |  | Finale | Finale | Finale |
|               |               |               |   |               |            |            |            |  |  |        |        |        |
| 1             | HC Pustertal  | 4             |   |               |            |            |            |  |  |        |        |        |
| 8             | HC Alleghe    | 1             |   |               |            |            |            |  |  |        |        |        |
| 8             | HC Alleghe    | 1             | 1 | HC Pustertal  | 4          |            |            |  |  |        |        |        |
|               |               |               | 1 | HC Pustertal  | 4          |            |            |  |  |        |        |        |
|               | 5             | HC Valpellice | 0 |               |            |            |            |  |  |        |        |        |
| 4             | 5             | HC Valpellice | 0 | Ritten Sport  | 1          |            |            |  |  |        |        |        |
| 4             |               |               |   | Ritten Sport  | 1          |            |            |  |  |        |        |        |
| 5             | HC Valpellice | 4             |   |               |            |            |            |  |  |        |        |        |
| 5             | HC Valpellice | 4             | 1 | HC Pustertal  | 2          |            |            |  |  |        |        |        |
|               |               |               |   | HC Pustertal  | 2          |            |            |  |  |        |        |        |
|               | 2             | Asiago Hockey | 4 |               |            |            |            |  |  |        |        |        |
| 2             | 2             | Asiago Hockey | 4 | Asiago Hockey | 4          |            |            |  |  |        |        |        |
| 2             |               |               |   | Asiago Hockey | 4          |            |            |  |  |        |        |        |
| 7             | SHC Fassa     | 1             |   |               |            |            |            |  |  |        |        |        |
| 7             | SHC Fassa     | 1             | 2 | Asiago Hockey | 4          |            |            |  |  |        |        |        |
|               |               |               | 2 | Asiago Hockey | 4          |            |            |  |  |        |        |        |
|               | 3             | HC Bozen      | 3 |               |            |            |            |  |  |        |        |        |
| 3             | 3             | HC Bozen      | 3 | HC Bozen      | 4          |            |            |  |  |        |        |        |
| 3             |               |               |   | HC Bozen      | 4          |            |            |  |  |        |        |        |
| 6             | SG Pontebba   | 0             |   |               |            |            |            |  |  |        |        |        |

### Viertelfinale
| Serie                                | Endstand | Spiel 1 | Spiel 2   | Spiel 3   | Spiel 4 | Spiel 5   | Spiel 6 | Spiel 7 |
| ------------------------------------ | -------- | ------- | --------- | --------- | ------- | --------- | ------- | ------- |
| HC Pustertal (1) – HC Alleghe (8)    | 4:1      | 4:2     | 3:2       | 3:4 n. V. | 3:1     | 2:1       | –       | –       |
| Ritten Sport (4) – HC Valpellice (5) | 1:4      | 4:2     | 3:4 n. V. | 3:4 n. V. | 2:4     | 2:3 n. V. | –       | –       |
| Asiago Hockey (2) – SHC Fassa (7)    | 4:1      | 4:1     | 5:2       | 1:2       | 3:2     | 7:4       | –       | –       |
| HC Bozen (3) – SG Pontebba (6)       | 4:0      | 4:3     | 2:1       | 3:1       | 3:1     | –         | –       | –       |

### Halbfinale
| Serie                                | Endstand | Spiel 1 | Spiel 2   | Spiel 3   | Spiel 4 | Spiel 5 | Spiel 6 | Spiel 7 |
| ------------------------------------ | -------- | ------- | --------- | --------- | ------- | ------- | ------- | ------- |
| HC Pustertal (1) – HC Valpellice (5) | 4:0      | 3:1     | 4:3 n. V. | 3:2 n. V. | 4:3     | –       | –       | –       |
| Asiago Hockey (2) – HC Bozen (3)     | 4:3      | 4:1     | 2:4       | 2:5       | 1:6     | 4:2     | 2:1     | 6:3     |

### Finale
| Serie                                | Endstand | Spiel 1 | Spiel 2 | Spiel 3   | Spiel 4 | Spiel 5   | Spiel 6   | Spiel 7 |
| ------------------------------------ | -------- | ------- | ------- | --------- | ------- | --------- | --------- | ------- |
| HC Pustertal (1) – Asiago Hockey (2) | 2:4      | 4:1     | 5:3     | 3:4 n. V. | 3:6     | 0:5 (7:2) | 3:4 n. V. | –       |

### Statistiken

#### Topscorer
| Rang | Spieler         | Team      | GP | G  | A  | PTS | PIM | PPG | PPA | SHG | SHA | GWG |
| ---- | --------------- | --------- | -- | -- | -- | --- | --- | --- | --- | --- | --- | --- |
| 1    | Adam Henrich    | Asiago    | 18 | 11 | 15 | 26  | 46  | 3   | 4   | 0   | 0   | 2   |
| 2    | John Vigilante  | Asiago    | 18 | 7  | 16 | 23  | 8   | 1   | 3   | 1   | 0   | 0   |
| 3    | Layne Ulmer     | Asiago    | 18 | 8  | 13 | 21  | 10  | 2   | 3   | 1   | 0   | 2   |
| 4    | Michael Henrich | Asiago    | 18 | 14 | 6  | 20  | 8   | 3   | 1   | 0   | 1   | 3   |
|      | Joe Cullen      | Pustertal | 15 | 6  | 14 | 20  | 34  | 1   | 5   | 0   | 0   | 2   |
| 6    | Joe Jensen      | Pustertal | 15 | 8  | 9  | 17  | 18  | 2   | 0   | 0   | 1   | 0   |
|      | Matt De Marchi  | Asiago    | 17 | 4  | 13 | 17  | 81  | 1   | 4   | 0   | 1   | 0   |
| 8    | Nate DiCasmirro | Pustertal | 15 | 4  | 11 | 15  | 20  | 2   | 3   | 0   | 2   | 0   |
| 9    | Matt Kelly      | Pustertal | 14 | 8  | 6  | 14  | 10  | 4   | 2   | 1   | 0   | 3   |
|      | Taggart Desmet  | Pustertal | 13 | 6  | 8  | 14  | 30  | 3   | 2   | 0   | 0   | 1   |

#### Torhüter
| Rang | Spieler           | Team       | GP | MIP     | W  | L | SO | GA | GAA  | SVS | SVS% |
| ---- | ----------------- | ---------- | -- | ------- | -- | - | -- | -- | ---- | --- | ---- |
| 1    | Matthew Zaba      | Bozen      | 11 | 659:12  | 7  | 4 | 0  | 27 | 2.46 | 351 | 92.9 |
| 2    | Mikko Strömberg   | Pustertal  | 14 | 861:51  | 10 | 4 | 0  | 37 | 2.58 | 356 | 90.6 |
| 3    | Kevin Regan       | Valpellice | 9  | 571:10  | 4  | 5 | 0  | 26 | 2.73 | 413 | 94.1 |
| 4    | Adam Dennis       | Alleghe    | 5  | 301:32  | 1  | 4 | 0  | 14 | 2.79 | 190 | 93.1 |
| 5    | Andrej Hočevar    | Pontebba   | 4  | 235:14  | 0  | 4 | 0  | 11 | 2.81 | 110 | 90.9 |
| 6    | Daniel Bellissimo | Asiago     | 18 | 1100:08 | 11 | 7 | 0  | 56 | 3.05 | 646 | 92.0 |
| 7    | Frédéric Cloutier | Ritten     | 5  | 314:05  | 1  | 4 | 0  | 17 | 3.25 | 156 | 90.2 |
| 8    | Frank Doyle       | Fassa      | 5  | 293:52  | 1  | 4 | 0  | 19 | 3.88 | 165 | 89.7 |